# FC Jeunesse Schieren
Der FC Jeunesse Schieren  ist ein luxemburgischer Fußballverein aus Schieren.

## Geschichte
Der Verein wurde 1946 unter seinem heutigen Namen gegründet. Bis zu seinem erstmaligen Aufstieg in die Ehrenpromotion im Jahr 2000 kam der Klub nie über die Drittklassigkeit hinaus. 2003 folgte der Abstieg. In den Jahren 2006 und 2009 gelang Jeunesse Schieren der Wiederaufstieg in die Ehrenpromotion. Der Klub stieg jedoch beide Male nach nur einer Spielzeit wieder ab. Anschließend dauerte er zwölf Jahre, ehe der erneute Aufstieg glückte. Im nationalen Pokal, der Coupe de Luxembourg, erreichte Jeunesse Schieren mehrmals das Achtelfinale.
Die Coupe FLF, den Pokal für unterklassige Vereine, konnte man erstmals am 25. im Mai 2022 durch einen 3:1-Finalsieg über den FC Koeppchen Wormeldingen gewinnen. 2024 wiederholte Jeunesse Schieren den Gewinn der Coupe FLF durch ein 4:0 gegen den FC Kehlen.

## Erfolge
- Aufstieg in die Ehrenpromotion: 2000, 2006, 2009, 2022
- Coupe FLF: 2022, 2024

## Stadion
Der Verein trägt seine Heimspiele auf dem 1.600 Zuschauern fassenden Terrain Am Ge'er aus.